# Sign in Please
Sign in Please è il primo album in studio della hair metal band statunitense Autograph, pubblicato nel 1984 per l'etichetta discografica RCA Records.

## Il disco
La band dimostra uno stile molto personale e l'album passa da brani più duri, come "Deep End" e "Thrill of Love", ad altri leggermente più pacati, come "Send Her to Me" e "Cloud 10"; è composto da riff compatti e una melodicità continui, che accompagnano la voce del cantante Steve Plunkett per tutto il tempo; non mancano trascinanti e coinvolgenti cori, che trovano massima espressione e melodicità in tracce come "Turn Up the Radio" e "All I'm Gonna Take". A livello compositivo il lavoro non è troppo tecnico, ma la bravura dei musicisti è facilmente notabile soprattutto dall'energica voce di Steve Plunkett e dagli stili inconfondibili del chitarrista Steve Lynch e del tastierista Steven Isham.

## Tracce
1. Send Her to Me – 3:58 (Steve Plunkett, Douglas Foxworthy)
2. Turn Up the Radio – 4:39 (Steve Plunkett, Randy Rand, Steven Isham, Steve Lynch, Keni Richards)
3. Night Teen & Non-Stop – 4:20 (Steve Plunkett, Douglas Foxworthy)
4. Cloud 10 – 3:36 (Steve Plunkett, Douglas Foxworthy)
5. Deep End – 4:18 (Steve Plunkett)
6. My Girlfriend's Boyfriend Isn't Me – 3:32 (Steve Plunkett, Douglas Foxworthy, Steven Isham)
7. Thrill of Love – 3:59 (Steve Plunkett, Steven Isham)
8. Friday – 4:13 (Steve Plunkett)
9. In the Night – 3:58 (Steve Plunkett, Randy Rand)
10. All I'm Gonna Take – 5:42 (Steve Plunkett, Steve Lynch)

- Traccia bonus Rock Candy Records (Collector's Edition 2009):

1. Turn Up the Radio (demo) – 4:46 (Steve Plunkett, Randy Rand, Steven Isham, Steve Lynch, Keni Richards)

## Formazione
- Steve Plunkett - voce, chitarra ritmica
- Steve Lynch - chitarra solista
- Randy Rand - basso, cori
- Keni Richards - batteria
- Steven Isham - tastiere, cori

### Personale tecnico
- Neil Kernon - produzione, missaggio
- Eddie Delena - missaggio
- Bernie Grundman - masterizzazione

## Classifiche
| Classifica (1985) | Posizione |
| ----------------- | --------- |
| Billboard 200     | 29        |

### Singoli
| Anno | Singolo           | Posizione         | Posizione       | Posizione |
| Anno | Singolo           | Billboard Hot 100 | Mainstream Rock |           |
| ---- | ----------------- | ----------------- | --------------- | --------- |
| 1984 | Turn Up the Radio | 29                | 17              |           |
| 1985 | Send Her to Me    | \                 | \               |           |